# 本橋正虎
本橋正虎（日语：／ Motohashi Masatora */?，1910年3月4日—？），日本東京府人，曾於菲律賓馬尼拉擔任教師，太平洋戰爭爆發後被困在學校內，後於日軍登陸馬尼拉時被救出。

## 生平

### 早年
本橋正虎1910年3月4日出生，原籍東京府東京市本鄉區駒込淺嘉町（今東京都文京區向丘二丁目，本駒込一、三丁目）十二番地，1924年自末廣高等小學校（今臺北市萬華區福星國民小學）畢業，同年進入臺北第一師範學校（今臺北市立大學博愛校區）小學師範部，1930年3月畢業後以水彩作品《黃昏風景》入選第4回臺灣美術展覽會（簡稱臺展），描繪臺北雙連周遭之景色。畢業同年取得小學校本科正教員及公學校甲種本科正教員執照，至母校末廣高等小學校擔任訓導:326。
1936年，本橋被臺灣總督府派赴菲律賓馬尼拉，至當地的日本人小學校擔任教職。曾由臺灣到馬尼拉小學校服務者，還有1930年代擔任校醫的醫生張海藤，及擔任訓導、同樣在臺展獲獎的畫家小川勇等。

### 被困
1941年太平洋戰爭爆發，美國駐軍和菲律賓軍隊開始逮捕在馬尼拉的日人，將其強制集中在文珍俞巴市，並剝奪財產及一切自由。本橋正虎是日本人小學校8名男教師中唯一未被逮捕之人，但和多人一同在校內被困，遭軍隊監視。
1942年日軍登陸馬尼拉，被困在小學校的本橋也被一併救出，事後他寫了一篇標題為（馬尼拉圍城記）的文章，據該文所述，美日二軍交戰時，每天晚上總會響起二至三次的空襲警報，而被困的日本人亦出現了糧食匱乏的問題，故他們僅能通過節省和分配（成年男性一天吃兩餐，優先把食物讓給婦女與孩童）等方法應對。因擔心蔬菜攝取不足會引發壞血病，受困者必須說服監視他們的美軍，才會獲得允許，至市場補充野菜。
本橋正虎提及日軍逼近馬尼拉期間之景象：「在砲聲與紅蓮的火焰之中，舊年離去、新年到來。在敵人的陣地裡迎入昭和十七年，可謂感慨無量」。被日軍救出後，他們「手上拿著緊急製作的日章旗，高喊著『萬歲！萬歲！』迎接皇軍時，一個月監禁在籠城裡生活的痛苦也隨之吹飛，充滿著對皇軍的感謝」。

### 後續
1944年本橋已返回臺灣，在臺北州教育課擔任囑託:2，戰後返回日本。